# ميتلاند (ميزوري)
ميتلاند (بالإنجليزية: Maitland city, Missouri)‏ هي مدينة تقع بولاية ميزوري في الولايات المتحدة. تبلغ مساحتها 0.81 كم2، وترتفع عن سطح البحر 288 م، بلغ عدد سكانها 343 نسمة في عام 2010 حسب إحصاء مكتب تعداد الولايات المتحدة وتصل الكثافة السكانية فيها 423.5 نسمة لكل كيلومتر مربع (1,096.9/ميل2).

## التركيبة السكانية
حدّد مكتب تعداد الولايات المتحدة بيانات التركيبة السكانية لميتلاند في تعداد الولايات المتحدة. في ما يلي، التركيبة السكانية حسب تعدادي 2000 و2010.

### تعداد عام 2000
بلغ عدد سكان ميتلاند 342 نسمة بحسب تعداد عام 2000، وبلغ عدد الأسر 143 أسرة وعدد العائلات 91 عائلة مقيمة في المدينة. في حين سجلت الكثافة السكانية 422.2 نسمة لكل كيلومتر مربع (1,093.5/ميل2). وبلغ عدد الوحدات السكنية 173 وحدة بمتوسط كثافة قدره 213.6 لكل كيلومتر مربع (553.2/ميل2).
وتوزع التركيب العرقي للمدينة بنسبة 100% من البيض و0.29% من الهسبانيون أو اللاتينيون من أي عرق.
بلغ عدد الأسر 143 أسرة كانت نسبة 35% منها لديها أطفال تحت سن الثامنة عشر تعيش معهم، وبلغت نسبة الأزواج القاطنين مع بعضهم البعض 48.3% من أصل المجموع الكلي للأسر، ونسبة 8.4% من الأسر كان لديها معيلات من الإناث دون وجود شريك، بينما كانت نسبة 7% من الأسر لديها معيلون من الذكور دون وجود شريكة وكانت نسبة 36.4% من غير العائلات. تألفت نسبة 32.9% من أصل جميع الأسر من عدة أفراد يعيشون في نفس المنزل ونسبة 18.2% كانت تتألف من شخص يعيش بمفرده يبلغ من العمر 65 عاماً أو أكثر. وبلغ متوسط حجم الأسرة المعيشية 2.39، أما متوسط حجم العائلات فبلغ 3.08.
بلغ العمر الوسطي للسكان 38.3 عاماً. وكانت نسبة 27.8% من القاطنين تحت سن الثامنة عشر، وكانت نسبة 7.9% بين الثامنة عشر والرابعة والعشرين عاماً، ونسبة 24.3% كانت واقعةً في الفئة العمرية ما بين الخامسة والعشرين والرابعة والأربعين عاماً، ونسبة 24.3% كانت ما بين الخامسة والأربعين والرابعة والستين، ونسبة 15.8% كانت ضمن فئة الخامسة والستين عاماً فما فوق. يوجد لكل 100 أنثى 112.4 ذكر، ويوجد لكل 100 أنثى في الثامنة عشر من عمرها فما فوق 102.5 ذكر.
بلغ متوسط دخل الأسرة في المدينة 31,250 دولارًا، أما متوسط دخل العائلة فبلغ 39,500 دولارًا. وكان متوسط دخل الذكور 30,250 دولارًا مقابل 18,750 دولارًا للإناث. وسجل دخل الفرد الخاص بالمدينة 13,743 دولارًا. وكانت نسبة 6% من العائلات ونسبة 10.9% من السكان تحت خط الفقر، وكان من هؤلاء نسبة 15% تحت سن الثامنة عشر ونسبة 8.3% في الخامسة والستين من العمر وما فوق.

### تعداد عام 2010
بلغ عدد سكان ميتلاند 343 نسمة بحسب تعداد عام 2010، وبلغ عدد الأسر 144 أسرة وعدد العائلات 100 عائلة مقيمة في المدينة. في حين سجلت الكثافة السكانية 423.5 نسمة لكل كيلومتر مربع (1,096.9/ميل2). وبلغ عدد الوحدات السكنية 161 وحدة بمتوسط كثافة قدره 198.8 لكل كيلومتر مربع (514.9/ميل2).
وتوزع التركيب العرقي للمدينة بنسبة 99.13% من البيض و0.29% من الأمريكيين الأصليين و0.58% من الأعراق الأخرى و0.58% من الهسبانيون أو اللاتينيون من أي عرق.
بلغ عدد الأسر 144 أسرة كانت نسبة 31.9% منها لديها أطفال تحت سن الثامنة عشر تعيش معهم، وبلغت نسبة الأزواج القاطنين مع بعضهم البعض 53.5% من أصل المجموع الكلي للأسر، ونسبة 11.8% من الأسر كان لديها معيلات من الإناث دون وجود شريك، بينما كانت نسبة 4.2% من الأسر لديها معيلون من الذكور دون وجود شريكة وكانت نسبة 30.6% من غير العائلات. تألفت نسبة 27.1% من أصل جميع الأسر من عدة أفراد يعيشون في نفس المنزل ونسبة 12.5% كانت تتألف من شخص يعيش بمفرده يبلغ من العمر 65 عاماً أو أكثر. وبلغ متوسط حجم الأسرة المعيشية 2.38، أما متوسط حجم العائلات فبلغ 2.81.
بلغ العمر الوسطي للسكان 37.4 عاماً. وكانت نسبة 24.5% من القاطنين تحت سن الثامنة عشر، وكانت نسبة 9.6% بين الثامنة عشر والرابعة والعشرين عاماً، ونسبة 25.4% كانت واقعةً في الفئة العمرية ما بين الخامسة والعشرين والرابعة والأربعين عاماً، ونسبة 26.2% كانت ما بين الخامسة والأربعين والرابعة والستين، ونسبة 14.3% كانت ضمن فئة الخامسة والستين عاماً فما فوق. وتوزع التركيب الجنسي للسكان بنسبة 49.3% ذكور و50.7% إناث.